# Alexei Petrowitsch Jermolow
Alexei Petrowitsch Jermolow (auch Ermolow; russisch Алексей Петрович Ермолов; wiss. Transliteration Aleksej Petrovič Ermolov; * 24. Maijul. / 4. Juni 1777greg. in Moskau; † 11. Apriljul. / 23. April 1861greg. ebenda) war ein General der russischen Armee und Diplomat. Von 1817 bis 1827 war er Generalgouverneur der transkaukasischen Provinzen, er gründete die Stadt Grosny.

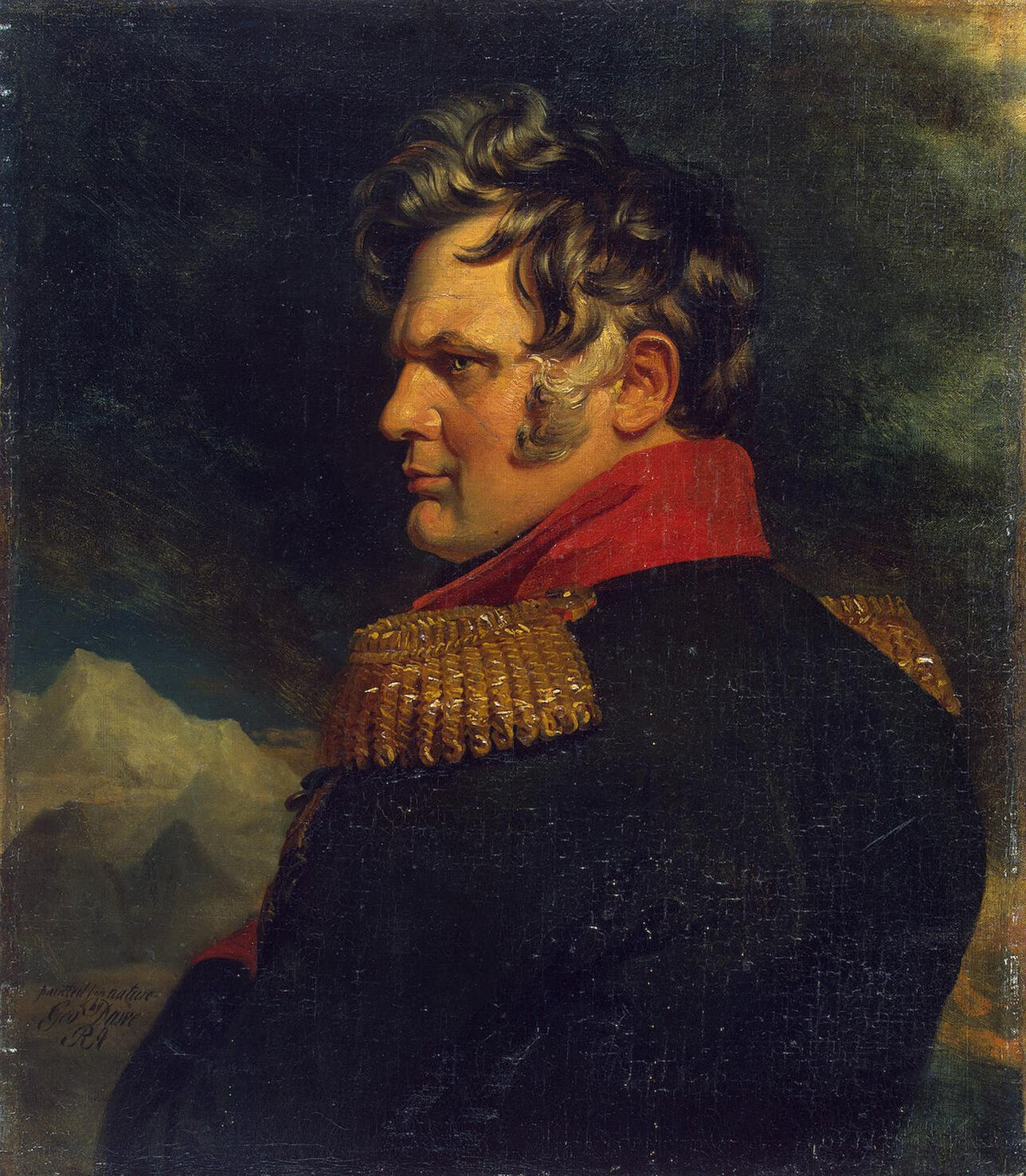
Alexei Petrowitsch Jermolow

Alexei Jermolow war einer der herausragendsten russischen Artillerieführer des Vaterländischen Krieges und eine der populärsten Gestalten seiner Zeit. Wegen seiner militärischen Erfolge und seiner charismatischen Ausstrahlung war er einer der großen Kriegshelden der russischen Romantik; sein Leben wurde von Autoren wie Puschkin, Lermontow und Schukowski besungen.

## Leben

### Herkunft
Jermolow entstammte einer adligen Offiziersfamilie aus dem Gouvernement Orjol. Er besuchte die Internatsschule an der Moskauer Universität und trat 1787 in das Preobraschenski-Leibgarde-Regiment ein.

### Erste Auszeichnung und Verbannung
Vier Jahre später wurde er zum Leutnant befördert und wechselte dann als Hauptmann zum Nischegorod-Dragoner-Regiment. 1793 war er für kurze Zeit Lehrer im Artillerie- und Pionier-Kadettenkorps, bevor er 1794 unter Suworow beim Warschauer Vorort Praga an der Niederschlagung des Polnischen Aufstands teilnahm. Er erhielt dafür den Orden des Heiligen Georg vierter Klasse (12. Januar 1795).
1796 kämpfte er unter Subow im persischen Krieg am kaspischen Meer und wurde am 7. Januar 1799 unter dem Vorwurf, an einer Verschwörung gegen Zar Paul I. beteiligt gewesen zu sein, verhaftet und verbannt. Die nächsten zwei Jahre verbrachte er in Kostroma im Exil. Nach dem Regierungsantritt Alexanders I. wurde er zurückgerufen und am 13. Mai 1801 zum 8. Artillerieregiment versetzt. Am 21. Juni wechselte er zur berittenen Artillerie.

### Krieg gegen Napoleon
Im Kriegsjahr 1805 diente Jermolow in der Vor- und in der Nachhut, zeichnete sich bei Amstetten und Austerlitz aus und wurde dafür zum Oberst befördert (16. Juli 1806). Im folgenden Jahr nahm er beim Vortrab des Fürsten Bagration am Feldzug in Polen teil. Während des Rückzugs nach Landsberg und der Schlacht bei Preußisch Eylau bei der Nachhut eingesetzt, zeichnete er sich in mehreren Aktionen als Chef einer Kompanie der berittenen Artillerie aus.
Im Juni 1807 führte Jermolow die berittene Artilleriekompanie bei Guttstadt, Deppen, Heilsberg und Friedland und erhielt am 7. September 1807 den Georgsorden dritter Klasse. Am 28. März 1808 wurde er zum Generalmajor und Inspekteur der berittenen Artillerie ernannt. In dieser Funktion inspizierte er 1809 die Artilleriekompanien der Donauarmee. Während seine Division am Feldzug gegen Österreich 1809 teilnahm, verblieb Jermolow für mehr als zwei Jahre als Befehlshaber der Divisionsreserven in den Gouvernements Wolhynien und Podolien. Im Jahr 1811 übernahm er das Kommando über eine Brigade der Gardeartillerie.
Während des Feldzugs von 1812 nahm Jermolow am Rückzug nach Smolensk teil und spielte eine wichtige Rolle im Streit der Generäle Pjotr Iwanowitsch Bagration und Barclay de Tolly um den Oberbefehl über ihre vereinigten Armeen. Jermolow war ein Gegner des „deutschen“ Barclay, rief Bagration zur Opposition gegen diesen auf und appellierte an Zar Alexander, Barclay durch den im Dienstalter niedriger stehenden Bagration zu ersetzen. Nach der Vereinigung der Armeen am 2. August kämpfte Jermolow bei Smolensk und Lubino (Walutina Gora) und wurde dafür am 12. November 1812 zum Generalleutnant ernannt (Das Dienstalter wurde auf den 16. August 1812 datiert). Er zeichnete sich bei Borodino (Schlacht von Borodino) aus, wo er einen Gegenangriff führte, der zur Rückeroberung der großen Redoute führte, und wurde dabei leicht verwundet. Für seinen Mut erhielt  er den Orden der Heiligen Anna erster Klasse. Während des restlichen Feldzugs diente er im Stab der Hauptarmee und kämpfte bei Malojaroslawez.
Im Oktober und November 1812 befand er sich unter Miloradowitsch in der Vorhut und kämpfte bei Wjasma und Krasny. Im späten November führte er in der Schlacht an der Beresina unter Rosen eine Abteilung und am 3. Dezember 1812 wurde er auf Wunsch Kutusows als Chef des Stabes zur Hauptarmee zurückversetzt. Drei Wochen später wurde Jermolow zum Befehlshaber der russischen Artillerie ernannt.
1813 kämpfte Jermolow bei Lützen, wo er der Insubordination angeklagt und auf den Posten des Kommandeurs der 2. Gardedivision versetzt wurde. Danach kommandierte er bei Bautzen und Kulm die russische Nachhut und wurde dafür mit dem preußischen Eisernen Kreuz ausgezeichnet. 1814 zeichnete er sich in der Schlacht um Paris erneut aus und erhielt am 7. April 1814 den Georgsorden.

### Generalgouverneur der transkaukasischen Provinzen

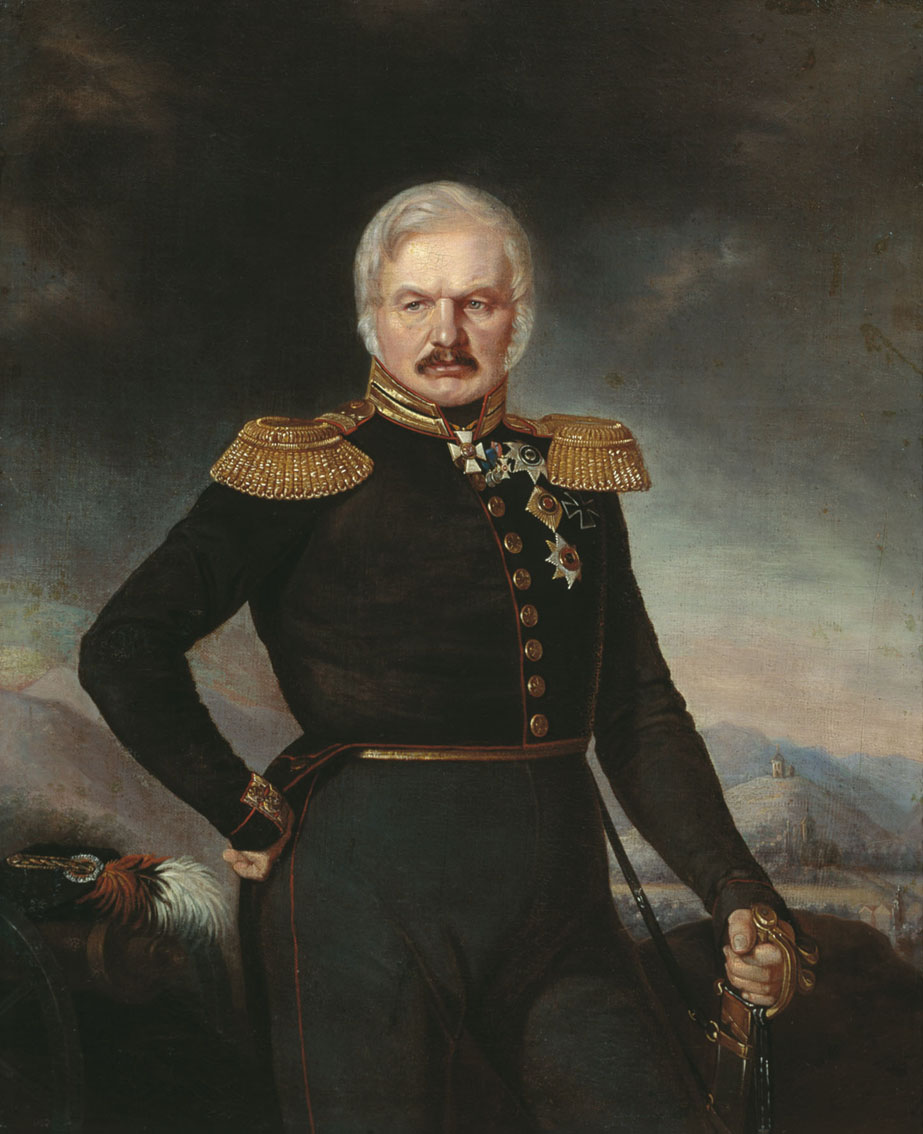
Alexei Jermolow (P. S. Sacharow-Tschetschenez, 1843, Tropinin-Museum, Moskau)

1817 wurde er Generalgouverneur der transkaukasischen Provinzen Russlands und Oberbefehlshaber der dortigen Streitkräfte. Im Auftrag des Zaren reiste er nach Teheran, um einige Zugeständnisse bezüglich der Grenzziehung, die im Friede von Gulistan unklar geblieben war, zu machen und endgültig Frieden zu schließen.  Jermolow verachtete die „Asiaten“ und „Perser“, war tyrannisch, arrogant und versessen auf Gebietsgewinne für Russland durch Anwendung von Gewalt. Auf seiner Reise über Täbris an den Hof von Schah Abbas Mirza verhielt er sich so, als wolle er Krieg provozieren. Im Palast des Schah weigerte er sich, die Schuhe auszuziehen und konfrontierte den Schah mit Forderungen, die unmöglich zu erfüllen waren, darunter eine Allianz gegen das Osmanische Reich, die Einstellung russischer Offiziere für die persische Armee, freies Geleit für Truppen nach Zentralasien oder die Eröffnung eines Konsulates in Gilan. Jegliche Zugeständnisse lehnte er ab mit der Begründung, sie würden Russlands Ansehen bei den Bewohnern des Kaukasus schaden.
Während des andauernden Kaukasuskriegs ließ Jermolow 1819 in einem erstürmten Aul einen noch lebenden dreijährigen Jungen mit dem späteren Namen Pjotr Sacharowitsch Sacharow-Tschetschenez aufnehmen und pflegen, den er später in seine Familie aufnahm und förderte.
Mit der Zeit wuchs der Widerstand Jermolows gegen verbesserte Beziehungen zwischen Persien und Russland. Im Jahre 1818 riet er dem Zaren, die Thronfolge von Abbas Mirza abzulehnen; der Zar entschied sich jedoch, den Rat von Jermolow zu ignorieren. Jermolow verbündete sich in der Folge mit dem Rivalen von Abbas Mirza, Mohammed Ali Mirza, der von der Thronfolge ausgeschlossen war. Später berichtete Iwan Fjodorowitsch Paskewitsch an den russischen Außenminister Karl Robert von Nesselrode, dass Jermolows Verhalten schädlich war und den Russisch-Persischen Krieg mitauslöste.
Im Januar 1826 wies Zar Nikolaus I. Jermolow an, alle Anstrengungen zu unternehmen, die Streitigkeiten mit Persien zu beenden und friedliche Beziehungen aufzubauen. Jermolow ignorierte diese Anweisung. Im Mai 1826 besetzten russische Truppen den Ort Mirak im Khanat Jerewan (heutiges Armenien) und befestigten ihn, wodurch die Handelswege von und nach Jerewan abgeschnitten wurden. Mirza Abbas eröffnete am 28. Juli den Krieg gegen Russland, wobei Einigkeit herrscht, dass Jermolow ihn herbeigeführt hat. Aufgrund von Passivität und persischen Erfolgen wurde Jermolow das Oberkommando entzogen. Unter Dawydow und Paskewitsch behielt Russland im Krieg die Oberhand und zwang Persien den desaströsen Frieden von Turkmantschai auf.
1827 zog Jermolow gegen Tschetschenen zu Felde, die die Georgische Heerstraße über den Kaukasus unsicher machten.
Im November des gleichen Jahres fiel er in Moskau in Ungnade, musste seine Ämter an den Grafen Paskewitsch abgeben. Seitdem lebte er, mit wissenschaftlichen Studien beschäftigt, in der russischen Hauptstadt und übernahm 1853 auf kurze Zeit den Oberbefehl über die Miliz des Gouvernements Moskau.

## Auszeichnungen
Zusätzlich zu den erwähnten Auszeichnungen erhielt Jermolow in seiner langen militärischen Karriere noch eine Vielzahl weiterer Orden und Ehrenzeichen: der Russische Orden des Heiligen Andreas des Erstberufenen, der Orden des Heiligen Wladimir I. Klasse, der Alexander-Newski-Orden und der Orden vom Weißen Adler. 1818 wurde er Ehrenmitglied der Russischen Akademie der Wissenschaften in St. Petersburg.
Zu den ausländischen Orden gehören der preußische Roter-Adler-Orden I. Klasse und der Pour le Mérite, das Ritterkreuz des österreichischen Militär-Maria-Theresien-Orden, der badische Militär-Karl-Friedrich-Verdienstorden, der persische Orden des Löwen und der Sonne und zwei goldene Ehrenschwerter, davon eines mit Diamanten.

## Werke
Jermolow hinterließ interessante und wertvolle Memoiren aus seiner Dienstzeit. Auszüge aus seinen Memoiren gab Pogodin (Moskau 1863), seine Aufzeichnungen (Zapiski) über den Krieg von 1812 sein Sohn (daselbst, 1863) heraus.
- M. Pogodin: Aleksei Petrovich Ermolov: Materiali dlia ego biografij [A.P. Ermolov: Materialien zu seiner Biographie] . – Moskau, 1863
- A. P. Ermolov: Zapiski Aleksei Petroviča Ermolova (1798–1826). 2 Bände. – Moskau, 1863 (reprint Moskau, 1991)